# Plan Canadá
Plan Internacional Canadá es la filial canadiense de Plan Internacional, esta organización sin ánimo de lucro constituye un movimiento global que promueve la justicia social para la juventud y sus familias en más de 65 países en desarrollo y varios continentes.
Plan internacional y en consecuencia Plan Internacional Canadá son asociaciones apolíticas y sin afinidades religiosas.

## Historia Plan Internacional
Plan Internacional fue fundado en 1937 durante la guerra civil española por periodista británico John Langdon-Davies y trabajador de ayuda Eric Muggeridge con el nombre anterior de "Plan de Familias de Acogida para Niños de España" (del inglés: "Foster Parents Plan for Children in Spain"). La organización estuvo fundada con la misión de proteger y promover los derechos de niños proporcionando alimentos, alojamiento y educación.
La organización de Langdon-Davies se expandió posteriormente para ayudar a niños desplazados por la guerra de todas partes de Europa. Estas tareas y acciones siguen significando el núcleo de acción de Plan Internacional, trabajando con aproximadamente 3.2 millones de familias y sus niños, actuando sobre más de 25,000 comunidades en países en desarrollo alrededor del mundo.
1930s – Plan Internacional se funda como "Plan de Familias de Acogida para Niños de España" (del original en inglés: "Foster Parents Plan for Children in Spain") por John Langdon-Davies.
1940s – Durante Segunda Guerra Mundial, la organización pasa a llamarse "Plan de Familias de Acogida para Niños de la Guerra" (del original en inglés: "Foster Parents Plan for War Children") y operando desde Reino Unido, ayudó a niños de por todas partes Europa desplazados por la guerra.
1950s – Tan pronto Europa se recuperó, Plan Internacional fue desplazando su ayuda paulatinamente a países en vías de desarrollo. Es en estas fechas cuando se convierte en "Plan de familias de acogida" (de su original en inglés: "Foster Parents Plan Inc.") El principal objetivo será traer un cambio duradero a las vidas de niños en necesidad.
1960s – La organización expande su área de influencia a países en Asia y América del Sur. En 1962, la primera dama del gobierno de EE. UU. Jacqueline Kennedy es nombrada presidenta honoraria del vigésimo quinto aniversario.
1970s – En 1974, la organización para a llamarse con su nombre actual "Plan Internacional" (del inglés "Plan International") al ampliar exponencialmente su operación en Asia, América del Sur y África.
1980s – Bélgica, Alemania, Japón y el Reino Unido se unen a Canadá, EE. UU., Australia y Holanda como países donantes. Plan Internacional es reconocido por las Consejo Económico y Social de las Naciones Unidas.
1990s – La organización abre oficinas en Francia, Noruega, Finlandia, Dinamarca, Suecia y la República de Corea.
2000s – Evoluciona la imagen de la organización hacia una entidad global unificada, a fin de que sea más fácilmente reconocible a nivel internacional.
2010s – Con el apoyo del gobierno canadiense Plan Internacional acuerda con la ONU el lanzamiento del 11 de octubre como el Día Internacional de la Niña y ayuda con el lanzamiento de la iniciativa Porque soy una niña. Se realiza también una actualización del logotipo azul tradicional, así como de toda la imagen de marca de la organización.

## Actividades
Antes de escoger un sitio de trabajo, Plan Canadá, siguiendo la metodología de Plan Internacional, analiza diversos indicadores de la región donde operar con el fin de determinar si tiene sentido actuar. Algunos de estos factores son:
- estadística de pobreza de la comunidad;
- tasas de mortalidad infantil (países con más de 25 muertes por 1000 nacimientos vivos están dadas prioridad);
- producto nacional bruto (PNB) (PNB por cápita tendrá que ser menos de $1700 EE. UU.).

Con la ayuda voluntarios preparados y donaciones de los múltiples benefactores, Plan Canada da apoyo a las comunidades en diversas áreas, incluyendo entre otros: 
- construcción de escuelas,
- preparación del profesorado,
- creación de pozos,
- apertura de centros de salud,
- facilitación de formación vocacional,
- mejora de la tecnología en cosechas y cultivos,
- proporcionando microcréditos,
- participando en la respuesta y ayuda a desastres humanitarios.

Habitualmente, Plan Canadá trabaja con comunidades de niños de entre 10 y 12 años antes de realizar un despliegue de actividades en una región específica. Apoyado por donantes y benefactores, Plan Canadá incita a niños y familias a involucrarse en sus comunidades como miembros activos de la misma.

## Misión y financiación
El objetivo a largo plazo de Plan Canadá, al igual que Plan Internacional, es empoderar a niños, familias y comunidades para mejorar las condiciones de vida, estableciendo comunidades de base (o grassroots organizations en su original en inglés) y trabajando con los gobiernos locales y regionales. 
Plan Canadá centra su operativa en los niños de comunidades de los países más pobres en vías de desarrollo, en las zonas de: Asia, Caribe, África, América Central y América del Sur.
Son múltiples las opciones que se ofrecen a los donantes tanto privados como corporativos, en la búsqueda de financiación de la organización. Una de las más significativas y que muchos particulares eligen es apadrinar niños. Dentro del programa de padrinazgo, los benefactores tienen la oportunidad de intercambiar cartas y fotografías con el niño apadrinado. En cambio, los donantes corporativos, suelen escoger financiar proyectos completos, ayudar económicamente durante crisis humanitarias o simplemente colaborar con Plan Canada.
Las donaciones a Plan Canadá se encuentran centralizadas. Los fondos están organizados por destino de país en el que se va a operar según cada plan estratégico en cuestión. Los fondos se centran especialmente en las actividades relacionadas con el apoyo a los menores: educación, sanidad, etc. Típicamente, no más del 20% de los fondos obtenidos se utilizan para subvencionar los  costes operativos de Plan Canadá, siguiendo por tanto la regla de  80:20 de asignaciones económicas.
Plan Canadá está adherido a los estándares de "Imagine Canada Ethical Fundraising and Financial Accountability Code" y apoya la asociación "Association of Fundraising Professionals’ Donor Bill of Rights".

## Proyectos recientes
Plan Internacional y Plan Canadá han sido conjuntamente parte de numerosos proyectos internacionales e iniciativas, incluyendo:
- 2011 - Plan Canadá crea el proyecto "Porque  soy una niña" y gana el premio Gold Cassie en la categoría de ONG.[5]
- 2010 - Plan Canadá participa en la respuesta conjunta al terremoto de Haití. Siendo parte del plan de recaudación a través de televisión: "Canadá for Haití"; que consiguió recaudar $13,5M.
- 2009 - Se distribuyen 300 000 IDPs de ayuda a Sri Lanka. La organización recibe $900 000 de los productores de Slumdog Millonario para mejorar las vidas de niños y familias de comunidades desfavorecidas de Mumbai. De igual forma, durante el año 2009, se establece la línea benéfica de ropa Colección de la Amistad (del inglés "Friendship Collection") en colaboración con Olsen Europa.
- 2008 - En verano, lanza el "Informe sobre la Crisis Alimentaria Global" y anuncia $750 millones de financiación a iniciativas relacionadas. A finales de año, Plan Canadá envía suministros médicos a Zimbabue para combatir el estallido de cólera.
- 2007 - Plan Canadá organiza un viaje a Haití con el cantante de R&B George Nozuka para filmar un documental sobre los niños esclavos en Haití.